# جزيرة بركانية

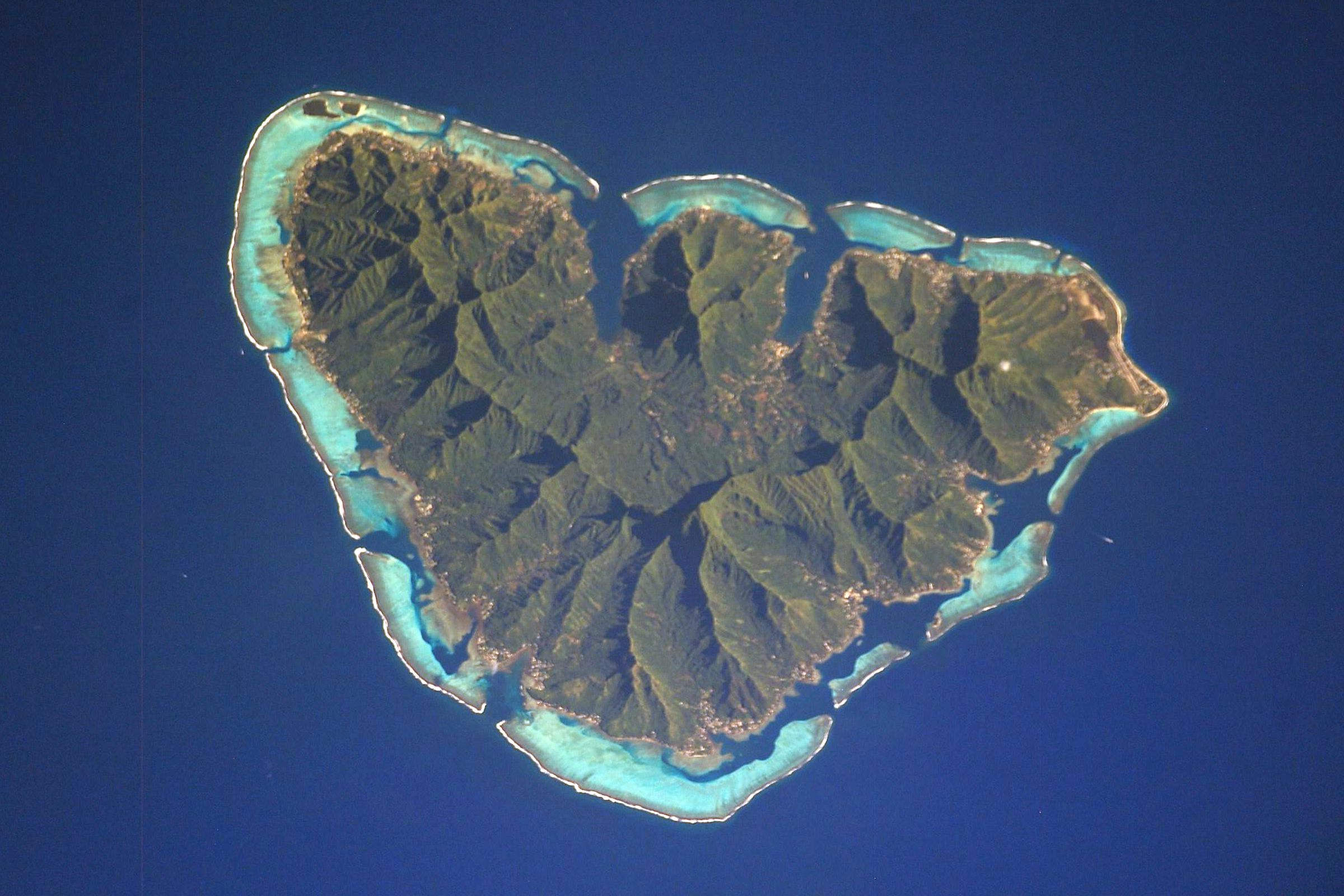
جزيرة موريا البُركانية.

في الجيولوجيا (وأحياناً في علم الآثار)، الجزيرة البركانية أو الجزيرة العالية (بالإنجليزية: volcanic island)‏، هي جزيرة ذات أصل بركاني. يمكن استخدام هذا المصطلح للتمييز بين هذه الجزر من الجزر المنخفضة، والتي تكونت من الترسيب أو رفع الشعاب المرجانية. تنشأ الجُزر البركانية عادةً فوق ما يُسمى النقطة الساخنة.